# Иоганн III Пфальцский
Иоганн III Пфальцский (7 мая 1488, Гейдельберг — 3 февраля 1538) — 48-й архиепископ Регенсбурга. Пребывал в должности с 1507 года до своей смерти.

## Биография
Сын курфюрста Пфальца Филиппа (1448—1508) и Маргариты Баварской (1456—1501). Будучи одним из младших сыновей, Иоганн III с юных лет был предназначен для карьеры в духовенстве. Тем не менее он получил скудное образование по религиозным вопросам. Он оказался способным управляющим, но никогда не давал религиозных обетов, поэтому технически он был епархиальным администратором, а не архиепископом.
Иоганн III поддерживал агитационные акции против евреев в Регенсбурге, которые были популярны у среднего класса. Были антиеврейские проповеди, и епископский суд начал рассматривать судебные дела о невыплаченных займах как религиозные споры между христианами и евреями. Евреи направили жалобы императору Максимилиану I, который упрекнул Иоганна III. После смерти Максимилиана I в 1519 году город обернулся против евреев. Их синагога была разрушена, и они были вынуждены покинуть город. На месте синагоги была построена церковь, в которой стал проповедовать Бальтазар Губмайер и которая стала приносить Иоганну III приличный доход.
Хотя город и духовенство были единодушны в своём отношении к евреям, они были не согласны по другими вопросами, включая распределение средств от взимаемых налогов. Одним из наиболее важных событий во время Реформации было обращение Бальтазера Губмайера в анабаптизм. Позднее Губмайер был подвергнут пыткам и сожжён на костре в Вене. Епархия утратила покровительство Вунзиделя, когда местный правитель маркграф Георг принялся инспектировать церковь. Он заключил в тюрьму неугодное ему духовенство и лишил их дохода.
За три года до своей смерти Иоганн III вёл переговоры со своими братьями Людвигом V и Фридрихом II и кафедральным капитулом. Он хотел уйти в отставку и желал после этого получать доход из отдельных округов епископства; он также хотел, чтобы его преемником избрами одного из его несовершеннолетних родственников. Капитул отказал, поскольку существовала опасность, что отделённые от епископства земли будут унаследованы курфюрстом Пфальца после его смерти.
Иоганн III умер 3 февраля 1538 года. После своей смерти он оставил долг в 30 тысяч гульденов.